# Доктор Стрејнџ (филм из 2016)
Доктор Стрејнџ (енгл. Doctor Strange) је амерички научнофантастични суперхеројски филм из 2016. године, редитеља Скота Дериксона на основу стрип јунака Доктора Стрејнџа аутора Стена Лија и Стива Дитка. Сценарио потписују Скот Дериксон и Роберт Каргил, док је продуцент филма Кевин Фајги. Музику је компоновао Мајкл Џакино. Ово је четрнаести наставак у серији филмова из Марвеловог филмског универзума.
Насловну улогу тумачи Бенедикт Камбербач као Доктор Стрејнџ, а у осталим улогама су Чуетел Еџиофор, Рејчел Макадамс, Бенедикт Вонг, Мајкл Сталбарг, Бенџамин Брет, Скот Адкинс, Мадс Микелсен и Тилда Свинтон. Светска премијера филма је одржана 13. октобра 2016. године у Хонгконгу, а у америчким биоскопима је изашао 4. новембра исте године. 
Буџет филма је износио 165 милиона долара, а зарада од филма је 677,7 милиона долара.

## Радња
Одбегли чаробњак Касилијус и његови следбеници упадају у Камар-Таџ, скривену тврђаву у Катмандуу. Они обезглаве чувара библиотеке и односе неколико старих, мистичних текстова који припадају Древној (енгл. Ancient One), врховном врачу (енгл. Sorcerer Supreme) и учитељу мистичних вештина. Древна отпочиње битку, али Касилијус бежи са неколико својих следбеника.
У Њујорку, Стивен Стрејнџ је богат, светски признат и арогантан неурохирург. Путујући на једну од забава где је међу званицама, разговарајући о операцији над припадником Ваздухопловства Сједињених Држава који је пао са велике висине  он доживљава саобраћајну несрећу која му трајно оштећује нерве у рукама и удаљава га из операционе сале. Стрејнџова колегиница и бивша девојка, Кристин Палмер, труди се да му помогне на путу ка излечењу, али увиђа самодеструкцију у Стрејнџовим поступцима и одлази из његовог живота. Вођен бројним експерименталним третманима, Стрејнџ долази до Џонатана Пагборна, који је излечен након потпуне одузетости доњих удова. Пагборн упути Стрејнџа у Камар-Таџ, где Стрејнџ упознаје Морда, једног од ученика Древне. Древна Стрејнџу показује астралну пројекцију и друге димензије, попут Димензије огледала. Иако Древна одбије Стрејнџа, мења мишљење у жељи да исправи грешку коју је начинила са Касилијусом.
Уз Древну и Морда као менторе, Стрејнџ се све више уплиће у свет мистичних вештина кроз књиге из библиотеке чији је чувар сада Вонг. Стрејнџ сазнаје да Земља, поред заштитника као што су Осветници има и заштитнике у свету магије. Три таква центра су Светилишта у Њујорку, Хонг-Конгу и Лондону, које чаробњаци штите. Древна открива да је Пагборн имао избор да остане и учи даље о мистичним вештинама, али је одабрао да се задовољи враћањем хода. Стрејнџ брзо напредује у учењу, тајно читајући књиге из библиотеке које су намењене само врхунским чаробњацима. Он тако сазнаје за реликвију која се зове Агамотово око које служи за управљање временом. Мордо и Древна сазнавши за Стрејнџова истраживања, упозоравају на опасности када је контролисање закона природе у питању, као и да је Касилијусов циљ вечни живот.
Касилијус са украденим текстовима долази до Дормамуа, господара Димензије таме, димензије у којој време не постоји. Касилијус успе да уништи Светилиште у Лондону и тиме значајно ослаби Земљину заштиту. Приликом напада на Светилиште у Њујорку, Стрејнџ се сукоби са Касилијусом. Стрејнџ успе да заустави Касилијуса уз помоћ Плашта за левитацију док Древна и Мордо не стигну у помоћ. Морда погађа Стрејнџово откриће да је дуговечност Древне повезана са енергијом из Димензије таме. У борби у Димензији огледала, Касилијус фатално рани Древну, која умире у болници. Знајући куда је Касилијус кренуо, Стрејнџ и Мордо отварају портал ка Хонг-Конгу, али прекасно, јер је Светилиште већ пало и Дормаму креће у освајање Земље. Стрејнџ користи Агамотово око и крши законе природе како би поновио борбу са Касилијусом у Хонг-Конгу. Схвативши да не може победити Касилијуса док год га Дормаму храни снагом из Димензије таме, Стрејнџ одлази у центар Димензије таме где зароби Дормамуа у временску петљу. Колико год пута Дормаму убио Стрејнџа, драгуљ из Агамотовог ока би временском петљом враћао Стрејнџа на почетак све док Дормаму не пристане на нагодбу и прекине са нападом на Земљу, враћајући Касилијуса у Димензију таме.
Мордо напушта Камар-Таџ и ред чаробњака. Стрејнџ, сада учитељ мистичних вештина, враћа Агамотово око у Катманду и одлази у Њујорк како би се посветио учењу. У завршним сценама Стрејнџ одлучује да помогне Тору и Локију у потрази за Одином; Мордо се суочава са Пагборном и одузима му моћи којима је ходао, констатујући да се данас превише људи бави магијом.

## Улоге
| Глумац             | Улога                           |
| ------------------ | ------------------------------- |
| Бенедикт Камбербач | Стивен Стрејнџ / Доктор Стрејнџ |
| Чуетел Еџиофор     | Карл Мордо                      |
| Рејчел Макадамс    | Кристин Палмер                  |
| Бенедикт Вонг      | Вонг                            |
| Мајкл Сталбарг     | Никодемус Вест                  |
| Бенџамин Брет      | Џонатан Пангборн                |
| Скот Адкинс        | Луцијан                         |
| Мадс Микелсен      | Кацилијус                       |
| Тилда Свинтон      | Древна                          |